# Comité des papiers de presse
Le Comité des papiers de presse, créé dans le cadre du décret du 13 mai 1936, avait pour mission d'établir une répartition la moins inéquitable possible, suivant les directives du ministre de l'Information, de la matière première nécessaire pour imprimer des journaux. Très vite, il fut amené à opérer un rationnement sans disposer de pouvoirs de contrôle et de surveillance sur l'offre de papier et les circuits d'approvisionnement. Jusqu'en juillet 1947, il assurait la répartition et la mise à disposition des bobines de papier pour les rotatives.
Son rôle fut critiqué à la Libération, en particulier en janvier 1945, lorsque le syndicat national des journalistes a demandé la mise sous séquestre de ce "trust du papier".
La pagination autorisée pour les quotidiens venait d'être divisée par deux et ramenée de fait à une grande page recto-verso. Ce comité des papiers de presse était un « organisme mixte », à base contractuelle, « composé de représentants de l'industrie papetière et de représentants des utilisateurs », mais en 1947, seuls les représentants des consommateurs furent autorisés à siéger, à la suite de ces critiques contre le « trust du papier ». Il est remplacé par la Société professionnelle des papiers de presse, le 1er juillet 1947, qui a pour mission d'acheter le papier en gros et de le répartir.
Les archives du Comité des papiers de presse sont aujourd'hui conservées aux Archives nationales sous la cote 10 AR.